# Ostatni pocałunek
Ostatni pocałunek (wł. L'ultimo bacio) – włoski komediodramat z 2001 roku w reżyserii Gabriele Muccino. W głównych rolach wystąpili Stefano Accorsi, Giovanna Mezzogiorno i Stefania Sandrelli.
W 2006 roku Tony Goldwyn nakręcił własny film, The Last Kiss, który bazował na jego włoskim poprzedniku.

## Obsada
- Giovanna Mezzogiorno – Giulia
- Stefano Accorsi – Carlo
- Stefania Sandrelli – Anna
- Martina Stella – Francesca
- Pierfrancesco Favino – Marco
- Claudio Santamaria – Paolo
- Sabrina Impacciatore – Livia
- Giorgio Pasotti – Adriano
- Sergio Castellitto – prof. Eugenio Bonetti
- Regina Orioli – Arianna
- Marco Cocci – Alberto
- Luigi Diberti – Emilio
- Daniela Piazza – Veronica
- Lina Bernardi – Adele
- Piero Natoli – Michele
- Vittorio Amandola – Mimmo
- Giulia Carmignani – Mariposa
- Silvio Muccino – narzeczony Mariposy
- Carmen Consoli – kochanka Alberta[1]

## Produkcja
Zdjęcia kręcono w Rzymie oraz w Arrone (prowincja Terni).